# Listă de trecători din munții Alpi
Lista trecătorilor alpine arată o selecție de trecători de munte din Alpi care ating cel puțin o înălțime de 950 m înălțime deasupra nivelului mării. Lista cuprinde trecătorile din Alpi pasabile din Germania, Franța, Italia, Austria, Elveția și Slovenia.

### A
| Nume                                                                             | Alti- tudine    | Statfederal - Regiune - Département - Canton, Land | Legături între                                              | Construcție (T: Tunel, TV: Tunel de vârf, TB: Tunel de bază) | Coodonate                        |
| -------------------------------------------------------------------------------- | --------------- | -------------------------------------------------- | ----------------------------------------------------------- | ------------------------------------------------------------ | -------------------------------- |
| Achenpass                                                                        | 940 m           | Bayern, D                                          | Glashütte - Achenwald                                       | Stradă                                                       | 47° 36′ 12″ N, 11° 38′ 08″ E     |
| Ächerli                                                                          | 1.458 m         | Obwalden, Nidwalden, CH                            | Kerns - Dallenwil                                           | Stradă                                                       | 46° 54′ 28″ N, 08° 20′ 22″ E     |
| Les Agites                                                                       | 1.569 m         | Waadt; CH                                          | Yvorne - La Lécherette                                      | Stradă                                                       | 46° 21′ 51″ N, 06° 57′ 15″ E     |
| Col d′ Agnèl Colle dell′ Agnello                                                 | 2.746 m         | Hautes-Alpes, F - Piemonte, I                      | Château Queyras (1.385 m) - Sampeyre (980 m)                | Stradă                                                       | 44° 41′ 06″ N, 06° 58′ 46″ E     |
| Albulapass                                                                       | 2.312 m         | Graubünden, CH                                     | Surava - La Punt-Chamues-ch                                 | Stradă Cale ferată-TV                                        | 46° 34′ 53″ N, 09° 50′ 07″ E     |
| Col d′ Allos                                                                     | 2.247 m         | Alpes de Haute-Provence, F                         | Barcelonnette - Colmar                                      | Stradă                                                       | 44° 17′ 49″ N, 06° 35′ 39″ E     |
| Ammersattel                                                                      | 1.118 m         | Bayern, D, Tirol, A                                | Ettal (D) - Reutte (A)                                      | Stradă                                                       | 47° 32′ 16″ N, 10° 53′ 23″ E     |
| Col d′ Andrion                                                                   | 1.681 m         | Alpes de Haute-Provence - Alpes-Maritimes, F       | Pont de la Mescla (220 m) - Roquebilliêre (607 m)           | Stradă                                                       | 43° 59′ 58″ N, 07° 14′ 12″ E     |
| Col des Aravis                                                                   | 1.486 m         | Savoie - Haut-Savoie, F                            | La Giettaz - La Clusaz -                                    | Stradă                                                       | 45° 52′ 21″ N, 06° 27′ 51″ E     |
| Arlberg                                                                          | 1.793 m         | Tirol - Vorarlberg, A                              | St. Anton am Arlberg - Stuben                               | Stradă Cale ferată-TB Schnellstraßen-TB                      | 47° 07′ 48″ N, 10° 12′ 40″ E     |
| Nume                                                                             | Alti- tudine    | Statfederal - Regiune - Département - Canton, Land | Legături între                                              | Construcție (T: Tunel, TV: Tunel de vârf, TB: Tunel de bază) | Coodonate                        |
| ↑ 0–9 A B C D E F G H I J K L M N O P Q R S T U V W X Y Z ↓                      |                 |                                                    |                                                             |                                                              |                                  |
| Großer Sankt Bernhard - Colle del Gran San Bernardo - Col du Grand Saint-Bernard | 2.469 m         | Wallis, CH - Vallée d′ Aoste, I                    | Martigny - Aosta                                            | Stradă Șosea principală - T                                  | 45° 52′ 12″ N, 07° 10′ 19″ E     |
| Kleiner Sankt Bernhard                                                           | 2.188 m         | Savoie, F - Vallée d′ Aoste, I                     | Bourg - St. Maurice - Pre St. Didier                        | Șosea principală                                             | 45° 40′ 49″ N, 06° 53′ 02″ E     |
| Berninapass                                                                      | 2.328 m         | Graubünden, CH                                     | Celerina - Campocologo                                      | Stradă Cale ferată                                           | 46° 24′ 45″ N, 10° 01′ 43″ E     |
| Bielerhöhe (Silvretta)                                                           | 2.032 m         | Vorarlberg - Tirol, A                              | Galtür - Partenen                                           | Stradă                                                       | 46° 55′ 04″ N, 10° 05′ 31″ E     |
| Col de la Bonette                                                                | 2.715 m         | Alpes de Haute-Provence - Alpes-Maritimes, F       | Jausiers - St. Etienne de Tinée                             | Stradă                                                       | 44° 19′ 36″ N, 06° 48′ 26″ E     |
| Col de Braus                                                                     | 1.002 m         | Seealpen (F)                                       | Sospel - L′ Escarene                                        | Stradă                                                       | 43° 52′ 18″ N, 07° 23′ 48″ E     |
| Brennerpass                                                                      | 1.374 m         | Tirol, A - Trentino/Südtirol, I                    | Gries am Brenner - Sterzing                                 | Stradă - Autostradă - Cale ferată - Cale ferată-TB (Plan)    | 47° 00′ 12″ N, 11° 30′ 27″ E     |
| Passo Brocon                                                                     | 1.615 m         | Trentino/Südtirol, I                               | Castello - Canàl San Bovo                                   | Stradă                                                       | 46° 07′ 07″ N, 11° 41′ 18″ E     |
| Brünigpass                                                                       | 1.002 m         | Bern - Obwalden, CH                                | Meiringen - Giswil                                          | Stradă Cale ferată                                           | 46° 45′ 24″ N, 08° 08′ 11″ E     |
| Nume                                                                             | Alti- tudine    | Statfederal - Regiune - Département - Canton, Land | Legături între                                              | Construcție (T: Tunel, TV: Tunel de vârf, TB: Tunel de bază) | Coodonate                        |
| ↑ 0–9 A B C D E F G H I J K L M N O P Q R S T U V W X Y Z ↓                      |                 |                                                    |                                                             |                                                              |                                  |
| Passo Campo Carlo Magno                                                          | 1.682 m         | Trentino/Südtirol, I                               | Male - Pinzolo                                              | Stradă                                                       | 46° 14′ 32″ N, 10° 50′ 20″ E     |
| Passo Campolongo                                                                 | 1.875 m         | Veneto, I                                          | Arabba - Corvara                                            | Stradă                                                       | 46° 31′ 12″ N, 11° 52′ 27″ E     |
| Col de la Cayolle                                                                | 2.326 m         | Alpes de Haute-Provence - Alpes-Maritimes, F       | Barcelonnette - St. Martin d′ Entraunes                     | Stradă                                                       | 44° 15′ 27″ N, 06° 44′ 45″ E     |
| Pasul Mont Cenis                                                                 | 2084 m          | Savoie, F                                          | Lanslebourg – Susa                                          | Stradă cale ferată                                           | 45° 15′ 33.12″ N 6° 54′ 08.64″ E |
| Col de Champex                                                                   | 1.498 m         | Wallis, CH                                         | Les Valettes - Orsières                                     | Stradă                                                       | 46° 01′ 55″ N, 07° 06′ 25″ E     |
| Col des Champs                                                                   | 2.095 m         | Alpes de Haute-Provence - Alpes-Maritimes, F       | Colmars - St. Martin d′ Entraunes                           | Stradă                                                       | 44° 10′ 34″ N, 06° 41′ 34″ E     |
| Selle Ciampigotto                                                                | 1.790 m         | Veneto, I                                          | Domegge di Cadore - Val Pesarina                            | Stradă                                                       | 46° 29′ 17″ N, 12° 34′ 44″ E     |
| Passo Cibiana                                                                    | 1.530 m         | Veneto, I                                          | Forno di Zoldo - Valle di Cadore                            | Stradă                                                       | 46° 22′ 27″ N, 12° 15′ 32″ E     |
| Col de la Colombière                                                             | 1.613 m         | Haute-Savoie, F                                    | La Clusaz - Cluses                                          | Stradă                                                       | 45° 59′ 32″ N, 06° 08′ 33″ E}}   |
| Passo di Croce Domini                                                            | 1.862 m         | Lombardia, I                                       | Breno - Bagolino                                            | Stradă                                                       | 45° 54′ 27″ N, 10° 24′ 34″ E     |
| Passo di Croce d′ Aune                                                           | 1.015 m         | Veneto, I                                          | Aune - Pedavena                                             | Stradă                                                       |                                  |
| Col de la Croix                                                                  | 1.778 m         | Waadt, CH                                          | Ollon - Les Diablerets                                      | Stradă                                                       | 46° 19′ 26″ N, 07° 07′ 43″ E     |
| Col de la Croix de Fer                                                           | 2.067 m         | Savoie, F                                          | St-Jean-de-Maurienne - Col du Glandon                       | Stradă                                                       | 45° 13′ 40″ N, 06° 12′ 09″ E     |
| Col de la Croix-Fry                                                              | 1.477 m         | Haute-Savoie, F                                    | La Clusaz - Les Cles                                        | Stradă                                                       | 45° 52′ 36″ N, 06° 24′ 12″ E     |
| Col de la Couillole                                                              | 1.678 m         | Alpes-Maritimes, F                                 | Beuil - St. Sauveur sur Tinée                               | Stradă                                                       | 44° 06′ 01″ N, 07° 01′ 22″ E     |
| Nume                                                                             | Alti- tudine    | Statfederal - Regiune - Département - Canton, Land | Legături între                                              | Construcție (T: Tunel, TV: Tunel de vârf, TB: Tunel de bază) | Coodonate                        |
| ↑ 0–9 A B C D E F G H I J K L M N O P Q R S T U V W X Y Z ↓                      |                 |                                                    |                                                             |                                                              |                                  |
| Passo Duran                                                                      | 1.601 m         | Veneto, I                                          | Agordo - Forno di Zoldo                                     | Stradă                                                       | 46° 19′ 30″ N, 12° 05′ 45″ E     |
| Dientener Sattel                                                                 | 1.342 m         | Salzburg, A                                        | Lend - Bischofshofen                                        | Stradă                                                       | 47° 23′ 29″ N, 13° 03′ 22″ E     |
| Nume                                                                             | Alti- tudine    | Statfederal - Regiune - Département - Canton, Land | Legături între                                              | Construcție (T: Tunel, TV: Tunel de vârf, TB: Tunel de bază) | Coodonate                        |
| E                                                                                |                 |                                                    |                                                             |                                                              |                                  |
| Passo d′ Eira                                                                    | 2.209 m         | Lombardia, I                                       | Livigno - Bormio                                            | Stradă                                                       | 46° 32′ 17″ N, 10° 09′ 57″ E     |
| Col de l′ Echelle                                                                | 1.766 m         | Haute-Alpes(F)-Piemont(I)                          | Bardonecchia - La Vachette                                  | Stradă                                                       | 45° 01′ 35″ N, 06° 39′ 24″ E     |
| Nume                                                                             | Alti- tudine    | Statfederal - Regiune - Département - Canton, Land | Legături între                                              | Construcție (T: Tunel, TV: Tunel de vârf, TB: Tunel de bază) | Coodonate                        |
| ↑ 0–9 A B C D E F G H I J K L M N O P Q R S T U V W X Y Z ↓                      |                 |                                                    |                                                             |                                                              |                                  |
| Passo di Falzarego                                                               | 2.105 m         | Veneto, I                                          | Andráz - Cortina d’Ampezzo                                  | Stradă                                                       | 46° 31′ 08″ N, 12° 00′ 34″ E     |
| Faschinajoch                                                                     | 1.486 m         | Vorarlberg, A                                      | Au - Raggal                                                 | Stradă                                                       | 47° 16′ 18″ N, 09° 54′ 27″ E     |
| Passo di Fédaia                                                                  | 2.057 m         | Trentino/Südtirol - Veneto, I                      | Canazei - Rocca Piétore                                     | Stradă                                                       | 46° 27′ 15″ N, 11° 53′ 08″ E     |
| Feistritzsattel                                                                  | 1.298 m         | Niederösterreich - Steiermark, A                   | Trattenbach - Feistritzwald                                 | Stradă                                                       | 47° 34′ N, 15° 52′ E             |
| Fernpass                                                                         | 1.215 m         | Tirol, A                                           | Nassereith - Ehrwald                                        | Șosea principală                                             | 47° 21′ 46″ N, 10° 49′ 53″ E     |
| Colle delle Finestre                                                             | 2.178 m         | Piemonte, I                                        | Susa - Arietta                                              | Stradă / Șosea turistică                                     | 45° 04′ 31″ N, 07° 03′ 11″ E     |
| Flexenpass                                                                       | 1.773 m         | Vorarlberg, A                                      | Stuben - Lech am Arlberg                                    | Stradă                                                       | 47° 09′ 30″ N, 10° 09′ 54″ E     |
| Flüelapass                                                                       | 2.383 m         | Graubünden, CH                                     | Davos Dorf - Susch                                          | Stradă                                                       | 46° 45′ 0″ N, 09° 56′ 50″ E      |
| Passo della Foppa Passo del Mortirolo                                            | 1.852 m         | Lombardia, I                                       | Grósio - Édolo                                              | Stradă                                                       | 46° 14′ 52″ N, 10° 18′ 01″ E     |
| Col de la Forclaz                                                                | 1.526 m         | Wallis, CH - Haute-Savoie, F                       | Martigny - Chamonix                                         | Șosea principală                                             | 46° 03′ 27″ N, 07° 00′ 06″ E}}   |
| Passo di Foscagno                                                                | 2.291 m         | Lombardia, I                                       | Valdidentro - Passo d′ Eira                                 | Stradă                                                       | 46° 29′ 40″ N, 10° 12′ 35″ E     |
| Furkapass                                                                        | 2.436 m         | Uri - Wallis, CH                                   | Hospental - Ulrichen                                        | Stradă Cale ferată muzeu – TV Cale ferată – TB               | 46° 34′ 21″ N, 08° 24′ 54″ E}}   |
| Furkajoch                                                                        | 1.759 m         | Vorarlberg, A                                      | Laterns - Damüls                                            | Stradă                                                       | 47° 16′ 00″ N, 09° 49′ 58″ E     |
| Nume                                                                             | Alti- tudine    | Statfederal - Regiune - Département - Canton, Land | Legături între                                              | Construcție (T: Tunel, TV: Tunel de vârf, TB: Tunel de bază) | Coodonate                        |
| ↑ 0–9 A B C D E F G H I J K L M N O P Q R S T U V W X Y Z ↓                      |                 |                                                    |                                                             |                                                              |                                  |
| Gaberl                                                                           | 1.547 m         | Steiermark, A                                      | Köflach - Weißkirchen in Steiermark                         |                                                              | 47° 06′ 27″ N, 14° 55′ 00″ E     |
| Col du Galibier                                                                  | 2.646 m         | Hautes-Alpes - Savoie, F                           | Col de Lautaret - Valloire                                  | Stradă Stradă - TV                                           | 45° 03′ 55″ N, 06° 24′ 38″ E     |
| Gampenjoch Passo delle Palade                                                    | 1.518 m         | Trentino/Südtirol, I                               | Lana - Fondo                                                | Stradă                                                       | 46° 31′ 50″ N, 11° 06′ 44″ E     |
| Passo di Gavia                                                                   | 2.618 m         | Lombardia, I                                       | Ponte di Legno - Bormio                                     | Stradă                                                       | 46° 20′ 37″ N, 10° 29′ 17″       |
| Gemärkpass Passo Cimabanche                                                      | 1.529 m         | Trentino/Südtirol - Veneto, I                      | Toblach - Cortina d′ Ampezzo                                | Stradă                                                       | 46° 37′ 00″ N, 12° 10′ 13″ E     |
| Gerlospass                                                                       | 1.531 m         | Salzburg - Tirol, A                                | Krimml - Gerlos                                             | Stradă                                                       | 47° 14′ 35″ N, 12° 06′ 37″ E     |
| Col des Gets                                                                     | 1.163 m         | Hochsavoyen, F                                     | Taninges - Morzine                                          | Stradă                                                       | 46° 09′ 34″ N, 06° 40′ 11″ E     |
| Passo di Giau                                                                    | 2.233 m         | Veneto, I                                          | Cortina d′ Ampezzo - Selva di Cadore                        | Stradă                                                       | 46° 29′ 03″ N, 12° 03′ 06″       |
| Col du Glandon                                                                   | 1.924 m         | Savoie, F                                          | Rochetailee - St-Avre                                       | Stradă                                                       | 45° 14′ 24″ N, 06° 10′ 30″ E     |
| Glaubenbergpass                                                                  | 1.543 m         | Obwalden - Luzern, CH                              | Sarnen / Giswil - Entlebuch                                 | Stradă                                                       | 46° 53′ 37″ N, 08° 06′ 31″ E     |
| Glaubenbüelenpass                                                                | 1.611 m         | Obwalden - Luzern, CH                              | Giswil - Schüpfheim                                         | Stradă                                                       | 46° 49′ 07″ N, 08° 05′ 36″ E     |
| St. Gotthard                                                                     | 2.106 m         | Tessin - Uri, CH                                   | Andermatt - Airolo                                          | Stradă Autostradă-T Cale ferată-T (TB în construcție)        | 46° 33′ 33″ N, 8° 33′ 42″ E      |
| Col de Granon                                                                    | 2.413 m         | Hautes Alpes, F                                    | Chantemerle - Val-des-Prés                                  | Stradă                                                       | 44° 57′ 46″ N, 06° 36′ 40″ E     |
| Grimselpass                                                                      | 2.165 m         | Bern - Wallis, CH                                  | Innertkirchen - Gletsch                                     | Stradă                                                       | 46″ 33′ 40″ N, 08″ 20′ 12″ E     |
| Grödnerjoch Passo di Gardena                                                     | 2.121 m         | Trentino/Südtirol, I                               | Wolkenstein (Selva/Sëlva) - Corvara                         | Stradă                                                       | 46° 33′ 00″ N, 11° 48′ 33″ E     |
| Grosse Scheidegg                                                                 | 1.962 m         | Bern, CH                                           | Grindelwald - Meiringen                                     | Stradă                                                       | 46° 39′ 21″ N, 08° 06′ 07″ E     |
| Großglockner-Hochalpenstraße Hochtor                                             | 2.404 m 2.504 m | Salzburg - Kärnten, A                              | Ferleiten - Heiligenblut                                    | Stradă - TV                                                  | 47° 04′ 57″ N, 12° 50′ 33″ E     |
| Pass Gschütt                                                                     | 957 m           | Salzburg - Oberösterreich, A                       | Russbach - Gosau                                            | Stradă                                                       | 47° 35′ 29″ N, 13° 30′ 20″ E     |
| Gurnigel                                                                         | 1.608 m         | Bern                                               | Riggisberg - Zollhaus                                       | Stradă                                                       | 46° 43′ 55″ N, 07° 26′ 52″ E     |
| Nume                                                                             | Alti- tudine    | Statfederal - Regiune - Département - Canton, Land | Legături între                                              | Construcție (T: Tunel, TV: Tunel de vârf, TB: Tunel de bază) | Coodonate                        |
| ↑ 0–9 A B C D E F G H I J K L M N O P Q R S T U V W X Y Z ↓                      |                 |                                                    |                                                             |                                                              |                                  |
| Hahntennjoch                                                                     | 1.903 m         | Tirol, A                                           | Boden - Imst                                                |                                                              | 47° 17′ 14″ N, 10° 39′ 12″ E     |
| Hebalm                                                                           | 1.420 m         | Steiermark - Kärnten, A                            | Kloster - Preitenegg                                        | Stradă                                                       | 46° 54′ 46″ N, 15° 01′ 50″ E     |
| Hengstpass                                                                       | 985 m           | Steiermark - Oberösterreich, A                     | Altenmarkt - Windischgarsten                                | Stradă                                                       | 47° 42′ 09″ N, 14° 27′ 36″ E     |
| Hochtannbergpass                                                                 | 1.697 m         | Vorarlberg, A                                      | Schröcken - Warth                                           | Stradă                                                       | 47° 16′ 11″ N, 10° 07′ 52″ E     |
| Hohentauern (Triebener Tauern)                                                   | 1.274 m         | Steiermark, A                                      | Trieben - Möderbrugg                                        | Stradă                                                       | 47° 25′ 59″ N, 14° 28′ 45″ E     |
| Nume                                                                             | Alti- tudine    | Statfederal - Regiune - Département - Canton, Land | Legături între                                              | Construcție (T: Tunel, TV: Tunel de vârf, TB: Tunel de bază) | Coodonate                        |
| ↑ 0–9 A B C D E F G H I J K L M N O P Q R S T U V W X Y Z ↓                      |                 |                                                    |                                                             |                                                              |                                  |
| Ibergeregg                                                                       | 1.406 m         | Schwyz, CH                                         | Einsiedeln - Schwyz                                         | Stradă                                                       | 47° 01′ 03″ N, 8° 44′ 00″ E      |
| Iselsberg                                                                        | 1.117 m         | Tirol, A                                           | Lienz - Winklern                                            |                                                              | 46° 50′ 54″ N, 12° 51′ 09″ E     |
| Col de l′ Iseran                                                                 | 2.770 m         | Savoie, F                                          | Bonneval-sur-Arc - Val-d′ Isère                             |                                                              | 45° 25′ 01″ N, 07° 01′ 51″ E     |
| Col d′ Izoard                                                                    | 2.360 m         | Hautes-Alpes, F                                    | Briançon - Château-Queyras                                  |                                                              | 44° 49′ 12″ N, 06° 44′ 06″ E     |
| Nume                                                                             | Alti- tudine    | Statfederal - Regiune - Département - Canton, Land | Legături între                                              | Construcție (T: Tunel, TV: Tunel de vârf, TB: Tunel de bază) | Coodonate                        |
| J                                                                                |                 |                                                    |                                                             |                                                              |                                  |
| Jaufenpass Passo di Monte Giovo                                                  | 2.094 m         | Trentino/Südtirol, I                               | St. Leonhard in Passeier - Sterzing                         | Stradă                                                       | 46° 50′ 24″ N, 11° 19′ 27″ E     |
| Jaunpass Col de Bellegarde                                                       | 1.509 m         | Bern - Freiburg, CH                                | Reidenbach - Charmey                                        |                                                              | 46° 35′ 30″ N, 07° 20′ 18″ E     |
| Col de Joux Plane                                                                | 1.700 m         | Hochsavoyen, F                                     | Morzine - Samoens                                           | Stradă                                                       | 46° 07′ 47″ N, 06° 42′ 36″ E     |
| Col de la Joux Verte                                                             | 1.760 m         | Haute-Savoie, F                                    | Morzine - Avoriaz                                           | Stradă                                                       | 46° 12′ 00″ N, 06° 45′ 33″ E     |
| Julierpass                                                                       | 2.284 m         | Graubünden, CH                                     | Tiefencastel - Silvaplana                                   | Stradă                                                       | 46° 28′ 15″ N, 09° 43′ 28″ E     |
| Nume                                                                             | Alti- tudine    | Statfederal - Regiune - Département - Canton, Land | Legături între                                              | Construcție (T: Tunel, TV: Tunel de vârf, TB: Tunel de bază) | Coodonate                        |
| ↑ 0–9 A B C D E F G H I J K L M N O P Q R S T U V W X Y Z ↓                      |                 |                                                    |                                                             |                                                              |                                  |
| Karerpass Passo di Costalunga                                                    | 1.745 m         | Trentino/Südtirol, I                               | Bozen - Pozza di Fassa                                      | Stradă                                                       | 46° 24′ 24″ N, 11° 36′ 25″ E     |
| Kartitscher Sattel                                                               | 1.525 m         | Osttirol, A                                        | Kartitsch - Obertilliach                                    |                                                              | 46° 43′ 05″ N, 12° 32′ 25″ E     |
| Katschbergpass                                                                   | 1.641 m         | Salzburg - Kärnten, A                              | St. Michael im Lungau - Gmünd                               | Stradă Autostradă - T                                        | 47° 03′ 33″ N, 13° 36′ 56″ E     |
| Klausenpass                                                                      | 1.948 m         | Uri - Glarus, CH                                   | Altdorf - Glarus                                            | Stradă                                                       | 46° 52′ 10″ N, 08° 51′ 23″ E     |
| Kreuzbergpass Passo di Monte Croce di Comélico                                   | 1.636 m         | Trentino/Südtirol - Veneto, I                      | Innichen - Comélico                                         | Stradă                                                       | 46° 39′ 21″ N, 12° 25′ 13″ E     |
| Kreuzbergsattel                                                                  | 1.074 m         | Kärnten, A                                         | Greifenburg - Weißbriach                                    |                                                              | 46° 42′ 33″ N, 13° 15′ 20″ E     |
| Kühtai-Sattel                                                                    | 2.017 m         | Tirol, A                                           | Oetz - Sellrain                                             | Stradă                                                       | 47° 12′ 58″ N, 11° 01′ 49″ E     |
| Nume                                                                             | Alti- tudine    | Statfederal - Regiune - Département - Canton, Land | Legături între                                              | Construcție (T: Tunel, TV: Tunel de vârf, TB: Tunel de bază) | Coodonate                        |
| ↑ 0–9 A B C D E F G H I J K L M N O P Q R S T U V W X Y Z ↓                      |                 |                                                    |                                                             |                                                              |                                  |
| Lahnsattel                                                                       | 1.015 m         | Steiermark - Niederösterreich, A                   | Frein an der Mürz - Mariazell                               | Stradă                                                       | 47° 46′ 23″ N, 15° 30′ 20″ E     |
| Col de Larche Colle della Maddalena                                              | 1.991 m         | Alpes de Haute-Provence, F - Piemonte, I           | Jausiers - Vinadio                                          | Stradă                                                       | 44° 24′ 54″ N, 06° 54′ 28″ E     |
| Col du Lautaret                                                                  | 2.058 m         | Hautes-Alpes, F                                    | La Grave - Le Monêtier-les-bains                            | Șosea principală                                             | 45° 02′ 07″ N, 06° 24′ 18″ E     |
| Passo di Lavazè                                                                  | 1.805 m         | Trentino/Südtirol, I                               | Cavalese - Bozen                                            | Stradă                                                       | 46° 21′ 16″ N, 11° 29′ 34″ E     |
| Col du Lein                                                                      | 1.623 m         | Wallis, CH                                         | Saxon - Vollèges                                            | Stradă - Șosea turistică                                     | 46° 06′ 48″ N, 07° 09′ 33″ E     |
| Lenzerheide                                                                      | 1.549 m         | Graubünden, CH                                     | Chur - Tiefencastel                                         | Stradă                                                       | 46° 45′ 15″ N, 09° 33′ 33″ E     |
| Forcola di Livigno                                                               | 2.315 m         | Graubünden, CH - Lombardia, I                      | Berninapass - Punt la Drossa (I)                            | Stradă                                                       | 46° 26′ 27″ N, 10° 03′ 22″ E     |
| Loiblpass Ljubelj                                                                | 1.368 m         | Kärnten, A                                         | Ferlach - Kranj (Slowenien)                                 | Stradă Autostradă - T                                        | 46° 26′ 18″ N, 14° 15′ 18″ E     |
| Col de la Lombarde                                                               | 2.340 m         | Alpes-Maritimes, F - I                             | Isola - Ruviera                                             | Stradă                                                       | 44° 12′ 09″ N, 07° 09′ 01″ E     |
| Lukmanierpass Passo del Lucomagno Cuolm Lucmagn                                  | 1.972 m         | Graubünden - Tessin, CH                            | Disentis/Muster - Biasca                                    | Stradă                                                       | 46° 33′ 46″ N, 08° 48′ 03″ E     |
| Nume                                                                             | Alti- tudine    | Statfederal - Regiune - Département - Canton, Land | Legături între                                              | Construcție (T: Tunel, TV: Tunel de vârf, TB: Tunel de bază) | Coodonate                        |
| ↑ 0–9 A B C D E F G H I J K L M N O P Q R S T U V W X Y Z ↓                      |                 |                                                    |                                                             |                                                              |                                  |
| Col de la Madeleine                                                              | 1.993 m         | Savoie, F                                          | Notre-Dame de Briançon - La Chambre                         | Stradă                                                       | 45° 26′ 11″ N, 6° 22′ 31″ E      |
| Malojapass                                                                       | 1.815 m         | Graubünden, CH                                     | Soglio - St. Moritz                                         | Stradă                                                       | 46° 24′ 00″ N, 09° 41′ 45″ E}}   |
| Passo di Manghen                                                                 | 2.047 m         | Trentino/Südtirol, I                               | Borgo - Cavalese                                            | Stradă                                                       | 46° 10′ 31″ N, 11° 26′ 21″ E     |
| Col St. Martin                                                                   | 1.500 m         | Alpes-Maritimes, F                                 | St. Dalmas - St. Martin-Vésubie                             | Stradă                                                       | 44° 04′ 15″ N, 07° 13′ 19″ E     |
| Mendelpass / Passo di Mendola                                                    | 1.363 m         | Trentino/Südtirol, I                               | Kaltern - Fondo                                             | Stradă                                                       | 46° 25′ 01″ N, 11° 12′ 26″ E     |
| Col du Mollard                                                                   | 1.638 m         | Savoie, F                                          | St. Jean de Maurienne - Col de la Croix de Fer              | Stradă                                                       | 45° 12′ 40″ N, 06° 43′ 06″ E     |
| Col de Montgenèvre                                                               | 1.854 m         | Hautes-Alpes, F                                    | Briançon - Cesana Torinese                                  | Șosea principală                                             | 44° 55′ 46″ N, 06° 43′ 06″ E     |
| Pas de Morgins                                                                   | 1.369 m         | Wallis, CH                                         | Monthey - Abondance, FR                                     | Stradă                                                       | 46° 14′ 59″ N, 06° 50′ 45″ E     |
| Col des Mosses                                                                   | 1.445 m         | Waadt, CH                                          | Aigle - Château-d′ Oex                                      | Stradă                                                       | 46° 23′ 44″ N, 07° 06′ 08″ E     |
| Col de la Moutière                                                               | 2.454 m         | Seealpen, F                                        | Col de la Cayolle - Col de Restefond - St. Etienne de Tinée | Șosea turistică                                              | 44° 18′ 50″ N, 06° 47′ 48″ E     |
| Nume                                                                             | Alti- tudine    | Statfederal - Regiune - Département - Canton, Land | Legături între                                              | Construcție (T: Tunel, TV: Tunel de vârf, TB: Tunel de bază) | Coodonate                        |
| ↑ 0–9 A B C D E F G H I J K L M N O P Q R S T U V W X Y Z ↓                      |                 |                                                    |                                                             |                                                              |                                  |
| Nassfeldpass Passo Pramollo                                                      | 1.530 m         | Kärnten, A                                         | Tröpolach - Pontebba (I)                                    |                                                              | 46° 33′ 36″ N, 13° 16′ 33″ E     |
| Alpe di Neggia                                                                   | 1.395 m         | Tessin, CH - I                                     | Vira - Indemini                                             | Stradă                                                       | 46° 06′ 42″ N, 08° 50′ 45″ E     |
| Nigerpass Passo Nigra                                                            | 1.630 m         | Trentino/Südtirol, I                               | Blumau - Karerpass                                          | Stradă                                                       | 46° 27′ 21″ N, 11° 35′ 09″ E     |
| Nockalmstraße                                                                    | 2.040 m 2.012 m | Kärnten, A                                         | Krems - Reichenau                                           | Stradă                                                       | 46° 53′ 24″ N, 13° 47′ 37″ E     |
| Nufenenpass                                                                      | 2.480 m         | Wallis - Tessin, CH                                | Ulrichen - Airolo                                           | Stradă                                                       | 46° 28′ 37″ N, 08° 23′ 16″ E     |
| Nume                                                                             | Alti- tudine    | Statfederal - Regiune - Département - Canton, Land | Legături între                                              | Construcție (T: Tunel, TV: Tunel de vârf, TB: Tunel de bază) | Coodonate                        |
| ↑ 0–9 A B C D E F G H I J K L M N O P Q R S T U V W X Y Z ↓                      |                 |                                                    |                                                             |                                                              |                                  |
| Obdacher Sattel                                                                  | 955 m           | Steiermark - Kärnten, A                            | Weißkirchen in Steiermark - Wolfsberg                       | Stradă Cale ferată                                           | 47° 02′ 07″ N, 14° 43′ 32″ E     |
| Oberalppass                                                                      | 2.044 m         | Graubünden - Uri, CH                               | Andermatt - Disentis/Muster                                 | Stradă Cale ferată                                           | 46° 39′ 31″ N, 08° 40′ 17″ E     |
| Oberjochpass                                                                     | 1.178 m         | Bayern, D - Tirol, A                               | Bad Hindelang (D) - Tannheim (A)                            | Drum principal                                               | 47° 31′ 27″ N, 10° 26′ 22″ E     |
| Ofenpass Pass dal Fuorn                                                          | 2.145 m         | Graubünden, CH                                     | Santa Maria - Zernez                                        | Stradă                                                       | 46° 38′ 23″ N, 10° 17′ 33″ E     |
| Col d′ Ornon                                                                     | 1.371 m         | Isère, F                                           | le Bourg d′ Oisans - Valbonais                              | Stradă                                                       | 45° 00′ 33″ N, 05° 58′ 04″ E     |
| Nume                                                                             | Alti- tudine    | Statfederal - Regiune - Département - Canton, Land | Legături între                                              | Construcție (T: Tunel, TV: Tunel de vârf, TB: Tunel de bază) | Coodonate                        |
| P                                                                                |                 |                                                    |                                                             |                                                              |                                  |
| Packsattel                                                                       | 1.169 m         | Kärnten - Steiermark, A                            | Twimberg - Köflach                                          | Stradă Autostradă                                            | 46° 57′ 31″ N, 14° 58′ 48″ E     |
| Passo di Pampeago                                                                | 1.983 m         | Trentino/Südtirol, I                               | Tésero - Bozen                                              | Stradă                                                       | 46° 21′ 07″ N, 11° 32′ 40″ E     |
| Penser Joch Passo di Pénnes                                                      | 2.234 m         | Trentino/Südtirol, I                               | Sterzing - Bozen                                            | Stradă                                                       | 46° 49′ 08″ N, 11° 26′ 32″ E     |
| Pfaffensattel                                                                    | 1.372 m         | Steiermark, A                                      | Steinhaus/Semmering - Rettenegg                             | Stradă                                                       | 47° 34′ 20″ N, 15° 49′ 05″ E     |
| Col du Pillon                                                                    | 1.546 m         | Waadt, CH                                          | Le Sépey - Gstaad                                           | Stradă                                                       | 46° 21′ 25″ N, 07° 12′ 56″ E     |
| Col des Planches                                                                 | 1.411 m         | Wallis, CH                                         | Martigny - Sembrancher                                      | Stradă                                                       | 46° 05′ 47″ N, 07° 07′ 29″ E     |
| Plöckenpass Passo di Monte Croce                                                 | 1.357 m         | Kärnten, A - Friuli-Venezia Giulia, I              | Kötschach-Mauthen - Paluzza (I)                             | Stradă                                                       | 46° 36′ 13″ N, 12° 56′ 42″ E     |
| Col de Pontis                                                                    | 1.301 m         | Alpes-de-Haute-Provence, FR                        | Le Lauzet-Ubaye - Savines-le-Lac                            | Stradă                                                       | 44° 29′ 16″ N, 06° 20′ 56″ E     |
| Pordoijoch - Passo Pordoi                                                        | 2.239 m         | Trentino/Südtirol - Veneto, I                      | Canazei - Pieve                                             | Stradă                                                       | 46° 29′ 15″ N, 11° 48′ 45″ E     |
| Präbichl                                                                         | 1.226 m         | Steiermark, A                                      | Vordernberg - Eisenerz                                      | Stradă Cale ferată Muzeu                                     | 47° 31′ 27″ N, 14° 56′ 51″ E     |
| Pragelpass                                                                       | 1.548 m         | Glarus - Schwyz, CH                                | Glarus - Schwyz                                             | Stradă                                                       | 46° 59′ 57″ N, 08° 52′ 10″ E     |
| Pyhrnpass                                                                        | 954 m           | Oberösterreich - Steiermark, A                     | Spital am Pyhrn - Liezen                                    | Stradă Autostradă - T Cale ferată - T                        | 47° 36′ 41″ N, 14° 17′ 13″ E     |
| Nume                                                                             | Alti- tudine    | Statfederal - Regiune - Département - Canton, Land | Legături între:                                             | Construcție (T: Tunel, TV: Tunel de vârf, TB: Tunel de bază) | Coodonate                        |
| ↑ 0–9 A B C D E F G H I J K L M N O P Q R S T U V W X Y Z ↓                      |                 |                                                    |                                                             |                                                              |                                  |
| Radstädter Tauernpass                                                            | 1.738 m         | Salzburg, A                                        | Radstadt - Mauterndorf                                      | Stradă Autostradă - T                                        | (47° 14′ 53″ N, 13° 33′ 33″ E}}) |
| Col de la Ramaz                                                                  | 1.559 m         | Haute-Savoie, F                                    | Mieussy - Les Gets                                          | Stradă                                                       | 46° 09′ 47″ N, 06° 34′ 14″ E     |
| Raten                                                                            | 1.077 m         | Zug, CH                                            | Oberägeri - Biberbrugg                                      | Stradă                                                       | 47° 08′ 31″ N, 08° 39′ 49″ E     |
| Reschenpass Passo di Résia                                                       | 1.504 m         | Trentino/Südtirol, I                               | Nauders - Mals (I)                                          | Drun principal                                               | 46° 50′ 45 N, 10° 30′ 22″ E      |
| Riedbergpass                                                                     | 1.420 m         | Bayern, D                                          | Fischen - Balderschwang                                     | Stradă                                                       | 47° 26′ 22″ N, 10° 10′ 34″ E     |
| Passo Rolle                                                                      | 1.989 m         | Trentino/Südtirol, I                               | Predazzo - Transaqua                                        | Stradă                                                       | 46° 17′ 47″ N, 11° 47′ 13″ E     |
| Cormet de Roselend                                                               | 1.967 m         | Savoie, F                                          | Beaufort - Bourg St. Maurice                                | Stradă                                                       | 45° 41′ 34″ N, 06° 41′ 31″ E     |
| Nume                                                                             | Alti- tudine    | Statfederal - Regiune - Département - Canton, Land | Legături între                                              | Construcție (T: Tunel, TV: Tunel de vârf, TB: Tunel de bază) | Coodonate                        |
| ↑ 0–9 A B C D E F G H I J K L M N O P Q R S T U V W X Y Z ↓                      |                 |                                                    |                                                             |                                                              |                                  |
| Saanenmöser                                                                      | 1.279 m         | Bern, CH                                           | Zweisimmen - Saanen                                         | Stradă                                                       | 46° 30′ 45″ N, 07° 18′ 08″ E     |
| Col des Saisies                                                                  | 1.650 m         | Savoie, F                                          | Notre Dame de Bellecombe - Beaufort                         | Stradă                                                       | 45° 45′ 39″ N, 06° 32′ 00″ E     |
| Col San Ángelo                                                                   | 1.756 m         | Veneto, I                                          | Toblach - Auronzo di Cadore                                 | Stradă                                                       | 46° 35′ 05″ N, 12° 15′ 12″ E     |
| San Bernardino                                                                   | 2.065 m         | Tessin - Graubünden, CH                            | Hinterrhein - Bellinzona                                    | Stradă Drum principal - Tunnel                               | 46° 29′ 48″ N, 09° 10′ 18″ E     |
| Passo San Marco                                                                  | 1.985 m         | Lombardia, I                                       | Sondrio - Bergamo                                           | Stradă                                                       | 46° 02′ 49″ N, 09° 37′ 22″ E     |
| Passo San Pellegrino                                                             | 1.918 m         | Trentino/Südtirol, I                               | Moena - Falcade                                             | Stradă                                                       | 46° 22′ 42″ N, 11° 47′ 27″ E     |
| Sattelegg                                                                        | 1.190 m         | Schwyz, CH                                         | Siebnen - Wilerzell                                         | Stradă                                                       | 47° 07′ 38″ N, 08° 50′ 48″ E     |
| Schwägalp                                                                        | 1.278 m         | Ausserrhoden, CH                                   | Nesslau - Urnäsch                                           | Stradă                                                       | 47° 15′ 21″ N, 09° 18′ 30″ E     |
| Seebergsattel Jezerski vrh                                                       | 1.215 m         | Kärnten, A                                         | Eisenkappel - Kranj (Slowenien)                             | Stradă                                                       | 46° 25′ 09″ N, 14° 31′ 38″ E     |
| Seefelder Sattel                                                                 | 1.185 m         | Tirol, A                                           | Zirl - Mittenwald, D                                        | Stradă                                                       | 47° 19′ N, 11° 12′ E             |
| Sellajoch Passo di Sella                                                         | 2.214 m         | Trentino/Südtirol, I                               | Canazei - Wolkenstein                                       | Stradă                                                       | 46° 30′ 31″ N, 11° 45′ 46″ E     |
| Semmering                                                                        | 984 m           | Niederösterreich - Steiermark, A                   | Gloggnitz - Mürzzuschlag                                    | Stradă Autostradă - T Cale ferată                            |                                  |
| Simplonpass                                                                      | 2.006 m         | Wallis, CH                                         | Brig (CH) - Domodossola (I)                                 | Hauptstraße Cale ferată - T                                  | 46° 15′ 03″ N, 08° 02′ 00″ E     |
| Sölkpass                                                                         | 1.788 m         | Steiermark, A                                      | Gröbming - Murau                                            | Stradă                                                       | 47° 16′ 36″ N, 14° 05′ 03″ E     |
| Spitzingsattel                                                                   | 1.128 m         | Bayern, D                                          | Rottach-Egern - Schliersee-Neuhaus                          | Stradă                                                       | 47° 40′ 20″ N, 11° 53′ 11″ E     |
| Splügenpass Passo della Spluga                                                   | 2.113 m         | Graubünden, CH - Lombardia, I                      | Splügen - Chiavenna (I)                                     | Stradă                                                       | 46° 30′ 20″ N, 09° 19′ 49″ E     |
| Staller Sattel Passo di Stalle                                                   | 2.052 m         | Tirol, A - Südtirol, I                             | St. Jakob im Defreggental - Antholz (I)                     | Stradă                                                       | 46° 53′ 16″ N, 12° 11′ 58″ E     |
| Passo di Staulanza                                                               | 1.770 m         | Veneto, I                                          | Colle Santa Lucia - Forno di Zoldo                          | Stradă                                                       | 46° 25′ 15″ N, 12° 06′ 16″ E     |
| Stilfser Joch Passo di Stelvio                                                   | 2.758 m         | Lombardia - Trentino/Südtirol, I                   | Bormio - Prato                                              | Stradă                                                       | 46° 31′ 42″ N, 10° 27′ 12″ E     |
| Sustenpass                                                                       | 2.224 m         | Uri - Bern, CH                                     | Innertkirchen - Wassen                                      | Stradă                                                       | 46° 43′ 49″ N, 08° 26′ 58″ E     |
| Nume                                                                             | Alti- tudine    | Statfederal - Regiune - Département - Canton, Land | Legături între                                              | Construcție (T: Tunel, TV: Tunel de vârf, TB: Tunel de bază) | Coodonate                        |
| ↑ 0–9 A B C D E F G H I J K L M N O P Q R S T U V W X Y Z ↓                      |                 |                                                    |                                                             |                                                              |                                  |
| Col du Télégraphe                                                                | 1.566 m         | Savoie, F                                          | St.Michel de Maurienne - Valloire                           | Drum principal                                               | 45° 12′ 09″ N, 06° 26′ 40″ E     |
| Colle di Tenda Col de Tende                                                      | 1.871 m         | Alpes-Maritimes, F - Piemonte, I                   | Cuneo - Ventimiglia                                         | Stradă Stradă-T Cale ferată - T                              | 44° 08′ 59 N; 07° 33′ 42″ E      |
| Pass Thurn                                                                       | 1.274 m         | Salzburg - Tirol, A                                | Mittersill - Kitzbühel                                      | Stradă                                                       | 47° 18′ 30″ N, 12° 24′ 32″ E     |
| Timmelsjoch Passo di Rombo                                                       | 2.509 m         | Tirol, A                                           | Obergurgl - St. Leonhard in Passeier (I)                    | Stradă                                                       | 46° 54′ 19″ N, 11° 05′ 51″ E     |
| Tonalepass Passo del Tonale                                                      | 1.884 m         | Lombardia, I                                       | Ponte di Legno - Male                                       | Stradă                                                       | 46° 15′ 29″ N, 10° 34′ 51″ E     |
| Tremalzopass Passo di Tremalzo                                                   | 1.830 m         | Trento, I                                          | Vésio - Val d′ Ampola                                       | Stradă - T - TV                                              | 45° 50′ 20″ N, 10° 42′ 12″ E     |
| Col de Turini                                                                    | 1.607 m         | Alpes-Maritimes, F                                 | Lantosque - Sospel                                          | Stradă                                                       | 43° 58′ 38″ N, 07° 23′ 30″ E     |
| Turracher Höhe                                                                   | 1.795 m         | Steiermark - Kärnten, A                            | Predlitz-Turrach - Reichenau (Kärnten)                      | Stradă                                                       | 46° 54′ 52″ N, 13° 52′ 30″ E     |
| Nume                                                                             | Alti- tudine    | Statfederal - Regiune - Département - Canton, Land | Legături între                                              | Construcție (T: Tunel, TV: Tunel de vârf, TB: Tunel de bază) | Coodonate                        |
| ↑ 0–9 A B C D E F G H I J K L M N O P Q R S T U V W X Y Z ↓                      |                 |                                                    |                                                             |                                                              |                                  |
| Umbrailpass Giogo de Santa Maria                                                 | 2.501 m         | Graubünden, CH - Lombardia, I                      | Stilfser Joch - Santa Maria                                 | Stradă/ Drum turistic                                        | 46° 32′ 30″ N, 10° 26′ 00″ E     |
| Nume                                                                             | Alti- tudine    | Statfederal - Regiune - Département - Canton, Land | Legături între                                              | Construcție (T: Tunel, TV: Tunel de vârf, TB: Tunel de bază) | Coodonate                        |
| V                                                                                |                 |                                                    |                                                             |                                                              |                                  |
| Col de Valberg                                                                   | 1.673 m         | Alpes-Maritimes, F                                 | Guillaumes - Beuil                                          | Stradă                                                       | 44° 05′ 42″ N, 06° 55′ 52″ E     |
| Passo di Valles                                                                  | 2.033 m         | Veneto, I                                          | Passo di Rolle - Falcade                                    | Stradă                                                       | 46° 20′ 19″ N, 11° 48′ 02″ E     |
| Valparolapass Passo di Valparola                                                 | 2.197 m         | Veneto, I                                          | Altino - Passo di Falzarego                                 | Stradă                                                       | 46° 32′ 42″ N, 11° 58′ 24″ E     |
| Col de Vars                                                                      | 2.109 m         | Hautes-Alpes - Alpes-de-Haute-Provence, F          | Guillestre - Jausiers                                       | Stradă                                                       | 44° 32′ 15″ N 06° 42′ 11″ E      |
| Passo del Vivione                                                                | 1.828 m         | Lombardia, I                                       | Schilpário - Malonno                                        | Stradă                                                       |                                  |
| Vorder Höhi                                                                      | 1.537 m         | Sankt-Gallen, CH                                   | Amden - Starkenbach                                         | Stradă                                                       | 47° 10′ 10″ N, 09° 12′ 00″ E     |
| Vršič-Pass                                                                       | 1.611 m         | Slowenien                                          | Kranjska Gora, Kal Koritnica                                | Stradă                                                       | 46° 26′ 13″ N, 13° 44′ 36″ E     |
| Nume                                                                             | Alti- tudine    | Statfederal - Regiune - Département - Canton, Land | Legături între                                              | Construcție (T: Tunel, TV: Tunel de vârf, TB: Tunel de bază) | Coodonate                        |
| W                                                                                |                 |                                                    |                                                             |                                                              |                                  |
| Weinebene                                                                        | 1.668 m         | Steiermark, A                                      | Wolfsberg - Deutschlandsberg                                | Stradă                                                       | 46° 50′ 24″ N, 15° 00′ 59″ E     |
| Wurzenpass                                                                       | 1.073 m         | Kärnten, A                                         | Villach - Kranjska Gora (Slowenien)                         | Stradă                                                       | 46° 31′ 19″ N, 13° 45′ 09″ E     |
| Würzjoch Passo delle Erbe Ju de Börz                                             | 1.994 m         | Trentino/Südtirol, I                               | Brixen - San Martino in Badia                               | Stradă                                                       | 46° 40′ 30″ N, 11° 48′ 51″ E     |
| Nume                                                                             | Alti- tudine    | Statfederal - Regiune - Département - Canton, Land | Legături între                                              | Construcție (T: Tunel, TV: Tunel de vârf, TB: Tunel de bază) | Coodonate                        |
| Z                                                                                |                 |                                                    |                                                             |                                                              |                                  |
| Monte Zoncolan                                                                   | 1.730 m         | Friaul, IT                                         | Ovaro - Priola                                              | Stradă                                                       | 46° 30′ 06″ N, 12° 55′ 36″ E     |